# سونیا بالاسانیان
سونیا بالاسانیان-آمیریان (ارمنی: Սոնիա Բալասանեան-Ամիրեան؛ زاده ۱۳۲۱ خورشیدی) یک نقاش ایرانی ارمنی‌تبار است. او سال‌هاست که در نیویورک و ارمنستان زندگی می‌کند.

## زندگی‌نامه
وی در ۱۹۴۲ میلادی (۱۳۲۱ خورشیدی) در اراک به دنیا آمد. پس از تحصیلات اولیه از ۱۹۶۷ (۱۳۴۶) تا ۱۹۷۰ (۱۳۴۹) در آکادمی هنرهای زیبای فیلادلفیای آمریکا با درجهٔ لیسانس فارغ‌التحصیل گردید. در سال‌های ۱۹۷۲–۱۹۷۱ (۱۳۵۱–۱۳۵۰) به تحصیل آزاد در موزهٔ هنرهای زیبای نیویورک پرداخت. او همچنین دارای ده جایزه از موزه‌ها و دانشگاه فیلادلفیا و نیویورک طی سال‌های ۱۹۷۲–۱۹۶۷ (۱۳۵۱–۱۳۴۶) می‌باشد.
در ۱۹۷۵ (۱۳۵۴) و ۱۹۷۹ (۱۳۵۸) در «گالری زروان» (Zarvan)، «سامان» (Saman) تهران، «آکزیت آرت» (Exit Art)، «لوتوس گالریم (Gallery Loutos)، «فرانکلین فرنس» (Franklin Furance) نیویورک، «پارت انستیتو» (Part Institute) بروکلین بیش از ۲۰ نمایشگاه گروهی برپا داشته است.
سونیا بالاسانیان پس از استقلال ارمنستان سفرهایی به ارمنستان داشته و با نقاشان جوان نمایشگاه‌هایی برپا نموده است.
فعالیت هنری سال‌های اخیر وی را می‌توان به صورت زیر خلاصه کرد:
- از اوایل دههٔ ۱۹۹۰ میلادی به هنر اینستالیشین (چیده‌مان) و از اواسط این دهه به هنر ویدیوئی Video Art روی آورد و در حال حاضر تقریباً تمام کارهای وی به این دو شیوه انجام می‌گیرد.
- از ۱۹۹۳ (۱۳۷۲) هر ساله نمایشگاه‌هایی به همراه هنرمندان جوان در شهر ایروان برپا می‌دارد.
- ۱۹۹۴ (۱۳۷۳) شرکت در نمایشگاه‌های در بوخوم، آلمان
- ۱۹۹۵ (۱۳۷۴) مدیر هنرهای غرفهٔ ارمنستان در بینال ونیز
- ۱۹۹۶ (۱۳۷۵) تأسیس «مرکز هنرهای تجربی» در ایروان (این مرکز در رشته هنرهای هنرهای تجربی، تجسمی، نمایش، موسیقی، عکاسی و معماری هنرمندان جوان را در بر می‌گیرد)
- ۱۹۹۷ (۱۳۷۶) شرکت در بینال ونیز
- ۲۰۰۰ (۱۳۷۹) شرکت در نمایشگاه گروهی آمستردام، هلند

وی دانش آموختهٔ دانشگاه هنرهای زیبای فیلادلفیا است.
از جمله فعالیت‌های او می‌توان به پایه‌گذاری مرکز هنرهای تجربی ارمنستان، شرکت در بیش از بیست نمایشگاه در شهرهای مختلف از جمله نگارخانه‌های زروان تهران، سامان تهران، اگزیت آرت نیویورک، گالری لوتوس نیویورک، فرانکلین فرنس نیویورک، پارت انستیتو بروکلین، دوسالانهٔ ونیز و نمایشگاه گروهی نیویورک اشاره کرد.
بالاسانیان دارای ده جایزهٔ بین‌المللی از موزه‌ها و دانشگاه‌های فیلادلفیا و نیویورک طی ۱۹۶۸–۱۹۷۳م است. آثار وی هم‌اکنون در موزهٔ هنرهای معاصر ایران و موزهٔ مرکز هنرهای معاصر ارمنستان و شماری از مجموعه‌های شخصی در سطح جهان نگهداری می‌شود.
بالاسانیان دو مجموعه کتاب به زبان ارمنی دارد به نام‌های «شاید قلبی دیوانه بوده باشد» و «عرضه رویاهای احساس به باران پرهیاهو» که در سال ۲۰۰۶ در یک جلد مشترک در ایروان چاپ شد. در سال ۱۹۸۳ کتاب پرتره‌های این هنرمند که به زنان قربانی آشفتگی‌های سیاسی اهدا شده بود منتشر شد. چاپ دوم این کتاب به مناسبت آغاز نمایشگاه کلاژهای آن در نگارخانه آریا که بعد از قریب ۳۰ سال غیبت وی از ایران برگزار شد منتشر شد.
سونیا بالاسانیان، از جمله نخستین هنرمندانی بود که توجه مخاطبان غربی را به چادر جلب کرد. در مجموعه «روزهای سیاهِ سیاه»، وی زنانی را به تصویر می‌کشد که چهره‌هایشان در فضایی از ترس و وحشت با حجاب مخدوش و سانسور شده است. ارائه این کارها در هنگامی که جنگ ایران و عراق به تازگی به پایان رسیده بود، توجه بسیاری را به شرایط اجتماعی ایران جلب کرد.